# Museo della tarsia
Il Museo della Tarsia di Rolo è uno spazio museale dedicato alla storia, alla cultura e alla produzione di opere di intarsio, situato a Rolo nella provincia di Reggio Emilia.
Il museo, allestito in alcune sale della residenza municipale, nasce nel 1994 con lo scopo di documentare la tecnica artistica della tarsia nell'ambito rolese, affermatasi a partire dalla seconda metà del Settecento, sia pure innestata su esperienze anteriori. Il primo esemplare documentato risulta, infatti, il pulpito della chiesa di Rolo, eseguito nel 1752 da Giuseppe Preti. 
Caratterizza questa produzione una decorazione a sottili racemi di legno chiaro, a volte ornati di bacche o piccoli fiori, e vedute urbane di ispirazione rinascimentale. Nelle sale del museo, la storia e la fortuna della tarsia rolese sono illustrate in una serie di pannelli didattici che affiancano gli oltre trenta esemplari presenti, tavoli, cassettoni, armadi ed altri mobili. Per presentare le diverse tecniche costruttive sono esposti e descritti gli attrezzi del mestiere. Completa la raccolta una piccola sezione con diversi disegni e incisioni. Il museo si configura anche come centro di documentazione e di organizzazione di corsi di formazione e restauro mirati al recupero della tecnica della tarsia.

## Descrizione

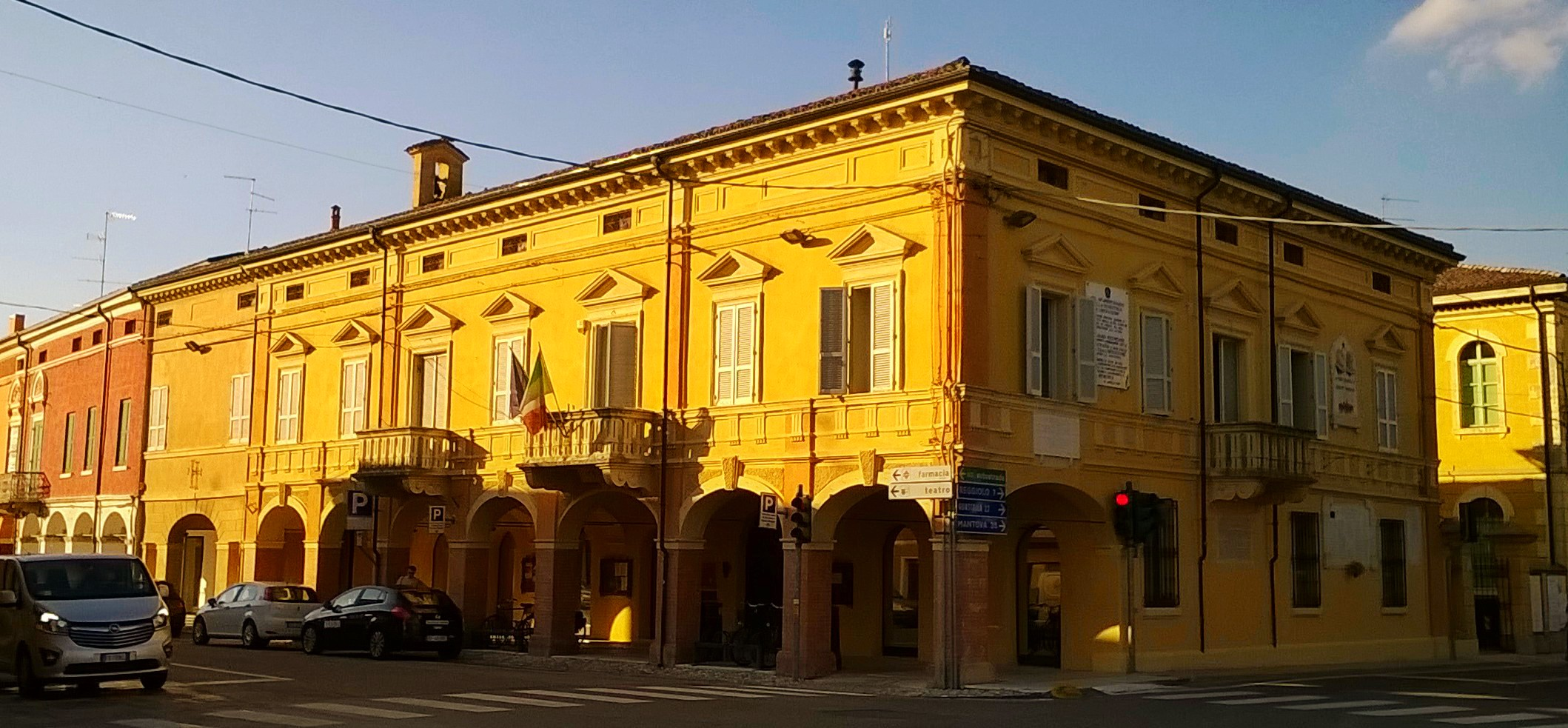
IlPalazzo municipale, sede del museo

Il Comune di Rolo da molti anni è impegnato a favorire la conoscenza e la valorizzazione del grande patrimonio di cultura legato alla tradizione dell’intarsio ligneo locale. L’istituzione creata per raggiungere questi obiettivi è il Museo della tarsia di Rolo, fondato nel 1994 insieme con il Centro di documentazione e ricerca. Il Museo basa la propria identità culturale ed espositiva sullo studio dell’ebanisteria e delle tecniche decorative dell’intarsio ligneo. L’attenzione ovviamente è focalizzata sugli ebanisti locali, ma non vengono trascurati i necessari confronti con altre aree di produzione.
Se numerose sono in Italia le collezioni pubbliche e private di mobili e arredi lignei, rarissimi sono invece i musei che propongono, come fa quello di Rolo, un percorso scientifico e didattico che va dalla materia prima al mobile finito e documenta, nel campo della tarsia lignea, la vicenda di un polo artigianale che in alcuni momenti è arrivato ad occupare centinaia di addetti.

## Percorso museale

Esempio di arte di intarsio rolese

Il Museo della tarsia di Rolo ha progettato un itinerario espositivo che rivolge attenzione ai seguenti temi: i materiali utilizzati nella realizzazione degli arredi, le tecniche di fabbricazione e decorazione, gli attrezzi e le piccole macchine in uso nelle botteghe, le tipologie dei mobili, i motivi decorativi, i modelli e le influenze culturali, i rapporti con altre aree di produzione, le vicende storiche della tarsia rolese, il contesto territoriale in cui è nata questa manifattura artistica, i suoi aspetti imprenditoriali, economici e sociali, gli spazi della produzione, l’organizzazione del lavoro nelle botteghe, i profili di alcuni ebanisti locali, la committenza, la commercializzazione dei prodotti e i mercati di vendita, il lessico specifico usato nell’ambiente degli ebanisti rolesi.

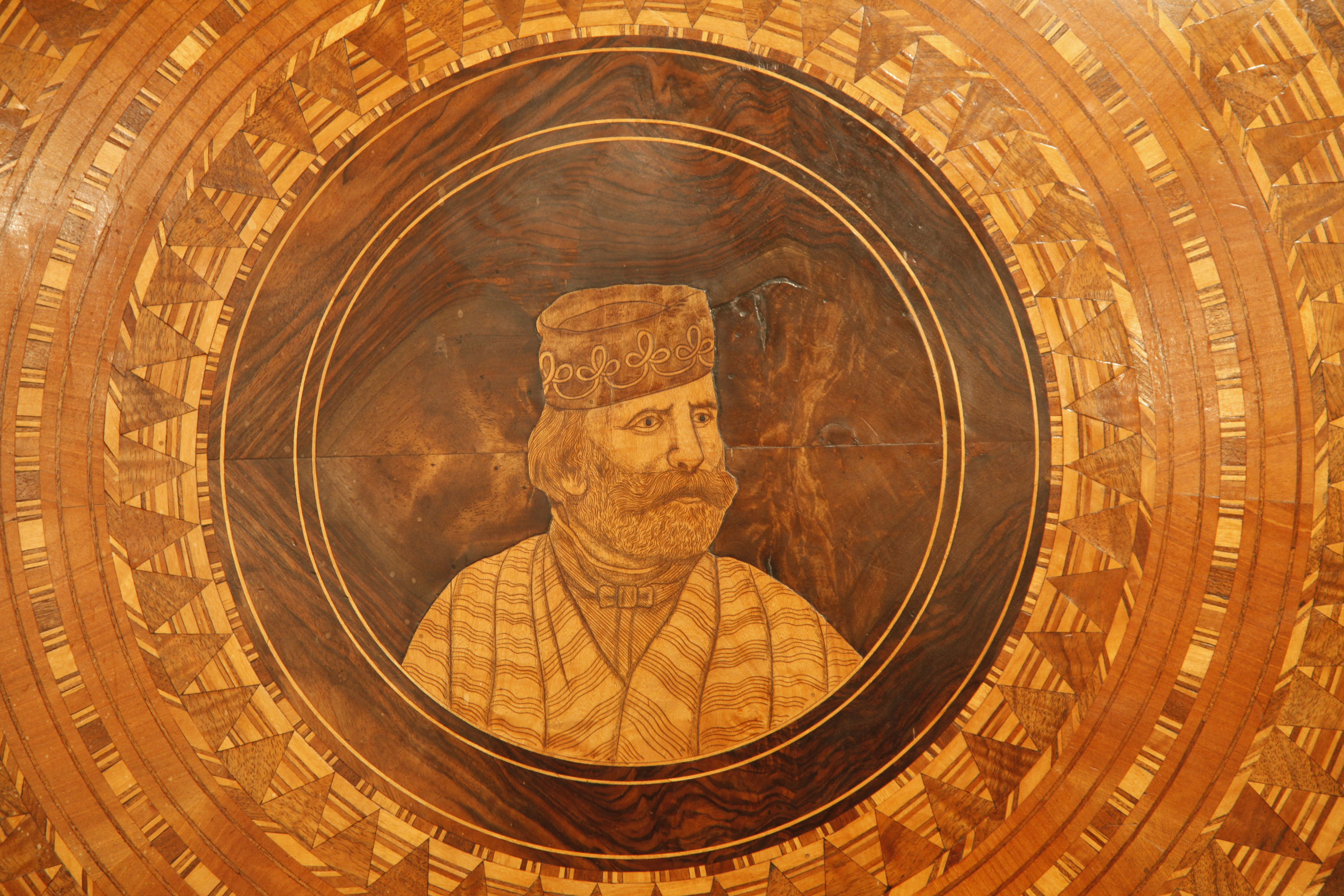
Opera lignea di intarsio con soggetto Giuseppe Garibaldi, proprietà del Museo della Tarsia di Rolo

Il Museo ospita in una specifica sezione alcuni mobili d’epoca rappresentativi sia della produzione di stile neoclassico, sia di quella successiva. Oltre ai pezzi esposti, pannelli con varie fotografie arricchiscono il quadro delle tipologie strutturali e dei motivi decorativi che connotano il commesso ligneo rolese.
Entrando nel Museo, però, il visitatore è sollecitato anzitutto a gettare lo sguardo dietro le quinte del prodotto intarsiato finito, per comprendere la complessa realtà di lavoro che stava a monte dello stesso. Nella prima sezione del Museo si parte allora dall’abbattimento degli alberi, per proseguire poi con il taglio delle assi - operazione spesso eseguita da segantini specializzati -, fino ad arrivare ai vari sistemi di stagionatura del legno. Modelli didattici consentono di vedere in sezione le parti che compongono il fusto legnoso degli alberi e di osservare i vari tipi di taglio dei tronchi, mentre un’apposita xiloteca documenta le essenze più utilizzate dagli ebanisti del posto per ottenere, con un sapiente accostamento dei legni, i notevoli esiti cromatici presenti sui mobili di Rolo. Nelle botteghe locali venivano usati con abbondanza il noce, l’acero, il pruno e il ciliegio; per le superfici da rivestire ad intarsio e per le strutture interne non visibili, si ricorreva invece soprattutto al pioppo. Il colore nero era ottenuto solitamente tingendo il legno di pero e frequente risulta anche l’impiego della radica di pioppo, non di rado tinta di verde. Su qualche mobile, infine, si può trovare il più pregiato, ed esotico, bois de rose.
Ogni fase del processo produttivo è ricostruita con l’ausilio di modelli che consentono di capire agevolmente come venivano eseguite le diverse lavorazioni, sino al momento della verniciatura finale. Per quanto riguarda i tavoli intarsiati a partire dalla seconda metà dell’Ottocento, il percorso didattico si conclude con la presentazione dell’imballaggio per la spedizione ferroviaria e con una carta geografica su pannello che evidenzia i paesi esteri nei quali è documentata l’esportazione.
Molto ricca è la raccolta degli attrezzi che servivano per la fabbricazione e la decorazione dei mobili. Fra i vari strumenti esposti, si possono vedere le piccole macchine in uso nelle botteghe ottocentesche, come il traforo a pedale e la “cilindrica”, una sega circolare a banco dotata di una squadra con indice mobile graduato, utilizzata per tagliare i minuti tasselli policromi impiegati nella composizione dei decori.
Una sezione del Museo è riservata all’esposizione di disegni originali dell’Otto-Novecento provenienti da laboratori locali e, più in generale, alle testimonianze documentarie relative alle botteghe più importanti.

## Riconoscimenti
- Il Museo della Tarsia di Rolo ha ottenuto il premio Cultura&Turismo 2018 nella categoria “segnalato dalla Giuria”, assegnato dai consoli Emilia-Romagna del Touring Club Italiano per l’impegno evidenziato dal Museo nella valorizzazione del grande patrimonio culturale connesso alla tradizione rolese dell’intarsio ligneo.